# Thanatosoziologie
Thanatosoziologie (von altgriech. θάνατος, thánatos, „Tod“) ist die spezielle Soziologie, die sich im engeren Sinne mit dem sozialen Handeln rund um den Sterbenden und Gestorbenen, im weiteren Sinne mit der sozialen Bedeutung des Todes und des Sterbenmüssens in einzelnen Gesellschaften befasst.
Thanatosoziologische Themen tauchen – nicht unter dieser Rubrik – bereits bei den Klassikern der Soziologie auf (etwa bei Émile Durkheim anlässlich des Suizids; insbesondere bei Robert Hertz zur kollektiven Repräsentation des Todes), wurden sporadisch im Fach aufgegriffen (so bei Franz Borkenau) und sind in Deutschland Arbeitsgebiet z. B. von Werner Fuchs-Heinritz, Alois Hahn, Klaus Feldmann, Hubert Knoblauch und Armin Nassehi.